# ميخائيل هاو
ميخائيل هاو (بالإنجليزية: Michael Howe)‏ هو عالم نفس بريطاني، ولد في 1940، وتوفي في 2 يناير 2002.